# 黑鏡
《黑镜》（英語：Black Mirror）是一部由查理·布鲁克创作的英国独立单元剧，该剧由布鲁克和安娜贝尔·琼斯担任节目统筹。该剧展现现代社会发展，特别是对新技术利用的副作用，其中的每一集是独立的，背景通常设置在架空的现实或近未来，并以黑暗和讽刺的语气来表现剧情。
《黑镜》的灵感源于像《迷离时空》这样能够很好处理争议性的当代话题又不用担心审查的老独立单元剧，布鲁克开创《黑镜》，以突出与人类与技术关系相关的主题，创造以“我们现在的生活方式——以及如果我们愚笨之时在10分钟内可能的生活方式”的故事。
该剧集的前两季分别于2011年12月和2013年2月在英国电视频道第四台首播。在2014年12月Netflix添加本剧至其片库后，其于2015年9月买下该剧，并其委托制作12集，随后分为第三季和第四季每季六集分别上线于2016年10月21日和2017年12月29日。2018年12月28日，一部名为《黑镜：潘达斯奈基》独立互动式电影上线。第五季于2019年6月5日上线，第六季于2023年6月15日上线。
该剧集获得评论家们的广泛好评，获得许多奖项和提名，在国际上吸引力不断提升，尤其是在美国Netflix将其加入其片库中后。其中第三季的《圣朱尼皮罗》和第四季的《卡利斯特号》两集共获得六项艾美奖，并都获得“最佳电视电影”的奖项。

## 標題命名
查理·布鲁克向《衛報》解釋節目的標題，說到：“如果科技是一粒毒品——確實感覺像毒品——那麼它的副作用到底是什麼呢？我的電視劇《黑鏡》就要討論這個領域——愉快與不安之間。標題《黑鏡》是你在每面牆、每張桌子、每隻手掌間都能找到的東西：電視、顯示器、智能手機，一旦關閉螢幕，就像黑色的鏡子一樣，使人感到冷冽、畏懼。”

## 剧集列表
该剧最初由英国第四台制作，并于2011年12月首播。第二季于2013年2月播出。2015年9月，Netflix购买该剧，并制作了12集，但后来改为两季各六集。第三季由Netflix于2016年10月21日在全球播出，第四季于2017年12月29日播出。第五季于2019年6月5日播出。第六季于2023年6月15日播出。

| 季數   | 集数   | 集数   | 上線日期       | 上線日期       | 上線日期 |
| 季數   | 集数   | 集数   | 首映           | 季终           | 电视网   |
| ------ | ------ | ------ | -------------- | -------------- | -------- |
| 1      | 3      | 3      | 2011年12月4日  | 2011年12月18日 | 第四台   |
| 2      | 3      | 3      | 2013年2月11日  | 2013年2月25日  | 第四台   |
| 特别集 | 特别集 | 特别集 | 2014年12月16日 | 2014年12月16日 | 第四台   |
| 3      | 6      | 6      | 2016年10月21日 | 2016年10月21日 | 網飛     |
| 4      | 6      | 6      | 2017年12月29日 | 2017年12月29日 | 網飛     |
|        |        |        | 2018年12月28日 |                | 網飛     |
| 5      | 3      | 3      | 2019年6月5日   | 2019年6月5日   | 網飛     |
| 6      | 5      | 5      | 2023年6月15日  | 2023年6月15日  | 網飛     |
| 7      | 6      | 6      | 2025年4月10日  | 2025年4月10日  | 網飛     |

## 制作
《黑鏡》在2012年2月27日發行DVD。2012年7月12日宣布，本節目將拍攝第二季。2012年11月，《黑鏡》赢得了国际艾美奖最佳电视电影/迷你系列奖。2013年2月11日第二季开播。同第一季一样，它也是由三集独特的，互不相关的故事构成。小勞勃·道尼表示将可能把其中一集“你的完整历史”拍成电影，由华纳兄弟和他自己的制作公司团队来拍摄。2014年1月，查理·布鲁克宣布《黑镜》将会回归，第三季至少会有两集，但具体时间还不能透露。
2015年9月，Netflix公司委托制作第三季的12集。演职人员主要有：古古·玛芭塔-劳，麥坎西·黛維斯，布莱斯·达拉斯·霍华德，艾莉絲·伊芙，玛拉基·柯比，麦克拉·COEL和凱莉·麥當勞都将出现在第三季中。第三季的导演包括乔·怀特，欧文·哈里斯，詹姆斯·霍伊斯和丹·崔克坦伯格。2016年7月，Netflix宣布第三季的播出计划。第三季的6集将在2016年10月21日放出，第四季于2017年12月19日播出。
Netflix在竞购本剧第三季的英国首播权时出价高于英国Channel 4，这使Channel 4的高管杰伊·亨特强烈谴责播出机构没有给出重新招标的选择：“没有比黑镜更能代表Channel 4的节目了，我们使它从一个危险的创意成长为一个全球品牌。这当然令人失望，英国第一的播出窗口把它卖给了出价更高者，剥夺了让像Channel 4一样的公共电视台夺回它的机会”。 麦莉赛勒斯解释了什么吸引她参加黑镜的第五季。
在第五季中，製作組參考了多重結局冒險系列，其特別節目《潘達斯奈基》將讓觀眾自行選擇劇情發展結局。

## 评价

### 奖项与提名
《黑镜》共获得了79项提名，其中获奖21项。